# Hubert Caspari
Hubert Caspari (n. 26 octombrie 1926, Mediaș, Sibiu, România – d. 17 aprilie 2004, Schäftlarn, Bavaria, Germania) a fost un arhitect sas. În a doua jumătate a secolului al XX-lea a fost profesor de arhitectură la Hochschule für angewandte Wissenschaften München⁠(de)[traduceți].